# Dipartimento di Gagnoa
Il dipartimento di Gagnoa è un dipartimento della Costa d'Avorio. È situato nella regione di Gôh, distretto di Gôh-Djiboua.
Nel censimento del 2014 è stata rilevata una popolazione di 602.097 abitanti. 
Il dipartimento è suddiviso nelle sottoprefetture di Bayota, Dahiépa-Kéhi, Dignago, Dougroupalégnaoa, Doukouyo, Gagnoa, Galebre-Galébouo, Gnagbodougnoa, Guibéroua, Ouragahio, Sérihio e Yopohué.